# Símbolos de Montelíbano
Los Símbolos de Montelíbano, son el emblema representativo de este municipio del departamento colombiano de Córdoba. La imagen de estos símbolos estás representados por el escudo de armas de la ciudad de Montelíbano y la bandera municipal.

## Escudo
El Escudo de Montelíbano es el emblema que, desde la creación del Municipio, ha identificado a la ciudad de Montelíbano.
El escudo y la bandera son los principales símbolos de la ciudad, y forman parte de la imagen institucional de la administración municipal, por lo cual siempre están presentes en los actos protocolarios, en los impresos oficiales, en las obras públicas, etc.
El escudo consta de tres secciones en cuarteles, en la parte superior está la puesta del sol entre las montañas, en el cuartel verde central está un toro cebú y en el cuartel gris está una pala y un hacha, que representa a la minería y la industria maderera. En la parte superior hay dos lemas en latín uno dice Laboret (Trabaja) y el otro Prosperita (Prosperidad), en la parte inferior hay una leyenda sobre un listón que dice Montelíbano.

### Historia
El 12 de enero de 1954 apareció por primera vez, el escudo de armas del municipio de Montelíbano.

## Bandera
La bandera de Montelíbano es un símbolo de la ciudad de Montelíbano en Colombia, consta de un pendón dividido en tres franjas horizontales, verde, blanco y gris. 
El Concejo municipal de Montelíbano, mediante acuerdo 018 del 30 de agosto de 2008, estableció que la bandera de Montelíbano está formada por tres franjas horizontales:
- la franja superior es de color verde porque representa la riqueza vegetal del valle del río San Jorge;
- la franja central es de color blanco, símbolo de la paz;
- la franja inferior es de color gris, representando la riqueza minera del territorio, especialmente el ferroníquel.[2]

### Historia
La primera bandera del municipio de Montelíbano fue asignada en el año 1990, contaba de un pendón dividido en dos franjas horizontales, uno verde en la parte superior y uno gris en la parte inferior.

Primera bandera de Montelíbano (1990-2008).

## Himno
El himno de Montelíbano es un símbolo que representa a los habitantes del municipio cordobés, a través de una marcha y un canto.
Coro

Eres fértil tierra del valle florido

¡oh! Montelíbano mecido de amor

Dios engendró la riqueza en tu suelo

para colmarnos de dicha y valor (bis).

I

Eres cuna de paz en tu follaje

candido pueblo de vigoroso aliento

a tu bandera, himno, escudo y suelo

defenderemos con fuerza y coraje.

Eres punto muy blanco que se expande

sobre el telón de la llanura verde

hospitalario, digno de su gente

pequeña urbe, grande es tu linaje.

II

Tus cultivos, pastos y ganado

emporios que enaltecen tu alborada

así como la pesca en tu terruño

prefacios de abundancia insospechada.

Tras anhelos y empeños por fortunas

tus minerales imperio de riqueza

la tierra está rebosada de níquel

bendecida de oro, fiel alteza.

III

Del Paramillo surges ¡oh San Jorge!

tú desciendes al valle con premura

opulento de fauna y con ternura

besas la flora como amante joven.

Hermoso y rico con gran armonía

eres caudal tendido en la llanura

en tus labios se posa nuestro pueblo

en tus aguas reflejas la dulzura.

IV

Por tu río el fundador y su familia

seguido por diversos labradores

tras el caucho, el balato y la raicilla

de Uré vinieron cual primeros moradores.

Fue en el puerto llamado "los totumos"

donde Anastasio puso su esperanza

fundando humilde al pequeño caserío

al que le dio por nombre "Mucha Jagua".

V

Con ocho casas estilo Sabanero

se le dio vida a aquel asentamiento

de esos foráneos con distintos sueños

a golpe de hacha, rula y mucho esfuerzo.

Es en ti donde el labriego a paso firme

surca la tierra y entrega su aliento

siembra aquí la semilla de su estirpe

dando luz Infinita a nuestro pueblo.

VI

De tus hijos el fervor en los quehaceres

tu idiosincrasia, lo fértil y el tesón

el entusiasmo y simpatía de tus mujeres

son Montelíbano, tu auténtico folclor.

Te forjaron triétnicas culturas

indígenas, blancos y negros

colombianos pluriculturales

cosmopolita todos te queremos.